# حوزه انتخابیه چهل‌وپنجم کالیفرنیا
حوزه انتخابیه چهل‌وپنجم کالیفرنیا یک حوزه انتخابیه مجلس نمایندگان آمریکا است که در ایالت کالیفرنیا قرار دارد.